# 세이칸 연락선
세이칸 연락선(일본어: 青函連絡船, せいかんれんらくせん)은 1908년부터 1988년까지 일본의 아오모리현 아오모리역과 홋카이도 하코다테역 사이를 연결하던 마슈마루(摩周丸)호로 일본국유철도·홋카이도 여객철도(JR 홋카이도)의 항로(철도연락선)이다.

## 개요
세이칸 연락선은 승객과 더불어 선내에 철도 차량을 그대로 싣고 쓰가루 해협을 통과하고 있었다 철도연락선이다. 운항 구간은 아오모리역과 하코다테역 사이이다.

## 현재
현재는 하코타테역 인근 하코타테항에 영구적으로 머물면서, 기념관으로 활용되고 있다.

## 같이 보기
- 철도연락선
- 쓰가루 해협의 교통
  - 세이칸 항로
    - 쓰가루 해협 페리
    - 세이칸 페리

  - 세이칸 터널
    - 쓰가루 해협선 (가이쿄 선)
    - 홋카이도 신칸센